# Stoßtrupp
Stoßtrupp ist eine Angriffsformation der Infanterie, die durch Umgliederung eines Infanteriezuges in eine Sturmgruppe und eine Deckungsgruppe gebildet wird. Entwickelt wurde sie durch die Sturmbataillone, als Angriffsform gegen Feindkräfte in offenen Feldbefestigungen. Heute wird diese Formation insbesondere im Orts- und Häuserkampf sowie im Waldkampf gegen einen Feind in Feldstellungen eingesetzt.
Der Kampf im Stoßtruppverfahren erfordert eine intensive Ausbildung und hohe körperliche Leistungsfähigkeit aller eingesetzten Soldaten. Neben dem drillmäßigen Beherrschen von Standardsituationen muss jeder Soldat in der Lage sein, in die nächsthöhere Führungsebene zu wechseln, falls sein militärischer Führer während des Feuerkampfes ausfällt. Die Führer der einzelnen Sturmtrupps sind häufig Mannschaften.
Straffe, örtliche Führung, Schnelligkeit in der Bewegung, das rasche und entschlossene Ausnutzen günstiger Gelegenheiten und das enge Zusammenwirken mit dem Deckungsfeuer der schweren Infanteriewaffen und der Artillerie sowie den Nachbarn sind der Schlüssel zum Erfolg. Sturmtruppen werden durch Mörser der Infanterie und Artillerie, Schützenpanzer oder Kampfpanzer, gegebenenfalls auch durch Sturmpioniere unterstützt. Die Sturmgrenadiere waren besonders für den Orts- und Häuserkampf gebildete Verbände.
Der Begriff Stoßtrupp wird auch umgangssprachlich benutzt.

## Gliederung
Die Stoßtruppgliederung dient der Optimierung des Prinzips von „Feuer und Bewegung“ durch Bildung je eines Stoßelementes (Bewegung) und eines Deckungselementes (Feuer) unter gemeinsamer Führung. Der Stoßtrupp ist eng mit dem Feuer der Artillerie zu unterstützen.
Die Stärke besteht grundsätzlich aus einem Zug. Eine Kompanie kann sich in mehrere Stoßtrupps gliedern.
Wesentlich ist, dass dem Stoßtrupp Verstärkung nachgeführt wird.

### Deutschland
Ein Infanteriezug gliedert hierzu beispielhaft in:
- Führungstrupp, der mit dem Stoßelement vorgeht, bestehend aus:
  - Zugführer, als Stoßtruppführer
  - Melder
  - Funker, hält Funkverbindung zur Kompanie
- Stoßelement: aus 1 oder 2 Sturmgruppen mit je:
  - 1 Sturmtrupp zu 3 Soldaten, ausgerüstet mit Sturmgewehren und Handgranaten
  - 1 Sturmtrupp zu 3 Soldaten, als Granatpistolentrupp auch zum Niederhalten des Feindes durch die Sturmgruppe in der Annäherung, dabei führt der Gruppenführer diesen Trupp meist selbst
  - Spreng-/Blendtrupp zu 2 Soldaten, ggf. nur 1 Trupp für beide Sturmgruppen
- Deckungsgruppe als Deckungselement, geführt durch den stellvertretenden Zugführer mit den schweren Waffen des Zuges
  - 1 Scharfschützentrupp, 2 Zielfernrohrschützen, oft getrennt eingesetzt
  - 2 MG-Trupps zu je 2 Soldaten zum  Niederhalten des Feindes in der Annäherung und Abriegeln des Einbruchraumes nach links und rechts
- 1–2 Trägertrupp(s) für das Nachführen von Kampfmitteln und Munition
- 1 Sanitätstrupp (aus Sanitätszug).
- Panzerabwehr-/Panzervernichtungstrupps werden nur bei einer besonderen Lage zur Panzerabwehr gebildet.

### Schweiz
In der Schweiz wird das Deckungselement als Unterstützungselement bezeichnet.
Beispiel 1: Verstärkte Füsiliergruppe
- Chef: Gruppenführer, dieser zugleich Chef des Stosselements
- Stosselement:
  - Chef: Gruppenführer (Sturmgewehr)
  - Blend- und Schartensprengtrupp: 2 Füsiliere (Sturmgewehre, Nebelkörper, Brandflaschen, Geballte Ladungen) davon ein Füsilier aus einer anderen Gruppe
  - Hindernissprengtrupp: 2 Füsiliere (Sturmgewehre, Gestreckte Ladung aus Handgranaten oder Sprengrohr)
- Unterstützungselement:
  - Chef: Gruppenführerstellvertreter (Sturmgewehr)
  - Scharfschütze (Zielfernrohrkarabiner) aus Zugtrupp
  - Sturmgewehrtrupp: 2 Füsiliere (Sturmgewehre)
  - Raketenrohrtrupp: 2 Füsiliere (Sturmgewehre, 1 Raketenrohr) aus Panzerabwehrgruppe

Beispiel 2: Verstärkter Füsilierzug
- Führung: Zugführer mit Teilen des Zugtrupps
- Stosselement:
  - Chef: Gruppenführer (Sturmgewehr)
  - 2 Schützentrupps: je 3 Füsiliere (Sturmgewehre, Handgranaten)
  - Flammenwerfertrupp: 2 Grenadiere (1 Flammenwerfer) vom Grenadierzug
  - ggf. Raketenrohrtrupp aus Panzerabwehrgruppe: 1. Füsilier (Sturmgewehr, Raketenrohr), 2. Füsilier Gewehrgranatschütze (Sturmgewehr, Gewehrgranaten)
- Unterstützungselement:
  - Chef: Zugführerstellvertreter (Sturmgewehr)
  - 2 Verstärkte Sturmgewehrgruppen mit
    - je 1 Gruppenführer (Sturmgewehr)
    - je 2 Schützentrupps: je 3 Füsiliere (Sturmgewehre)
    - je 1 Raketenrohrtrupp: 2 Füsiliere (Sturmgewehre, 1 Raketenrohr) aus Panzerabwehrgruppe
    - je 1 Gewehrgranattrupp: 2 Füsiliere (Sturmgewehre, Gewehrgranaten) aus Unterstützungsgruppe

## Vorgehen
Eine Infanteriekompanie kann mehrere Einbruchstellen für je einen Zug befehlen und führt die jeweils anderen Züge nach, um den Angriff in die Tiefe zu führen.
Der Zugführer befiehlt der Sturmgruppe mit mehreren Stoßtrupps durch enge Koordinierung von Feuer und Bewegung das Vorgehen in der Einbruchstelle, an die die Annäherung unter dem Feuer der Artillerie oder Mörser erfolgt – selten lautlos unter Überwachung durch diese – und in die dann durch Feuer, Sturm und Einbruch der Stoßtrupp angreift.
Der Kompaniechef setzt weitere Kräfte für den Kampf durch die Tiefe der feindlichen Verteidigung unmittelbar so an, dass möglichst rasch feindliche Stellungen durchbrochen werden. Anschließend werden feindliche Kräfte links und rechts der Einbruchstelle flankierend abgeriegelt oder nach Möglichkeit aufgerollt. Die Kompanie ist dazu tief zu gliedern und der Einsatzraum schmal zu halten.
Besondere Risiken entstehen für die eingesetzten Soldaten dann, wenn der Feind zuvor Gelegenheit hatte, sich zur Verteidigung einzurichten. Gefahr droht insbesondere durch Minen und Sprengfallen sowie durch geplante Feuerräume der Artillerie.

## Geschichte

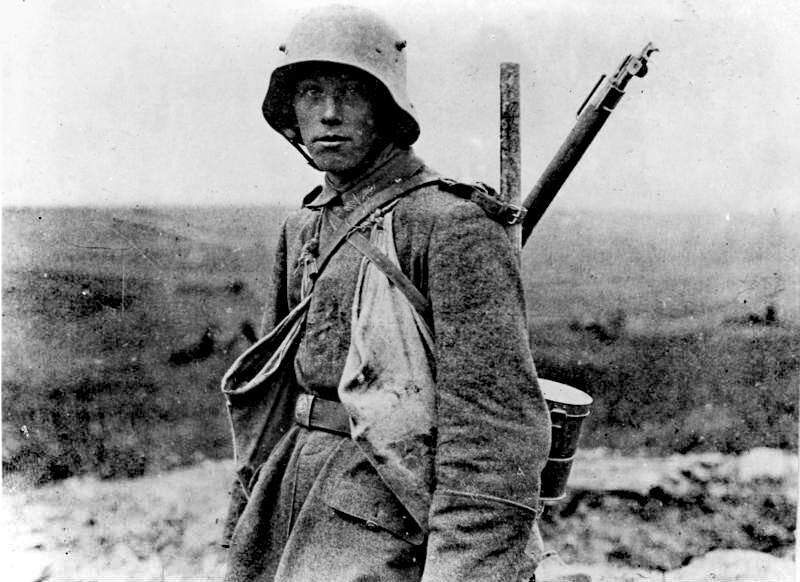
Deutscher Stoßtruppsoldat an der Westfront (1916)

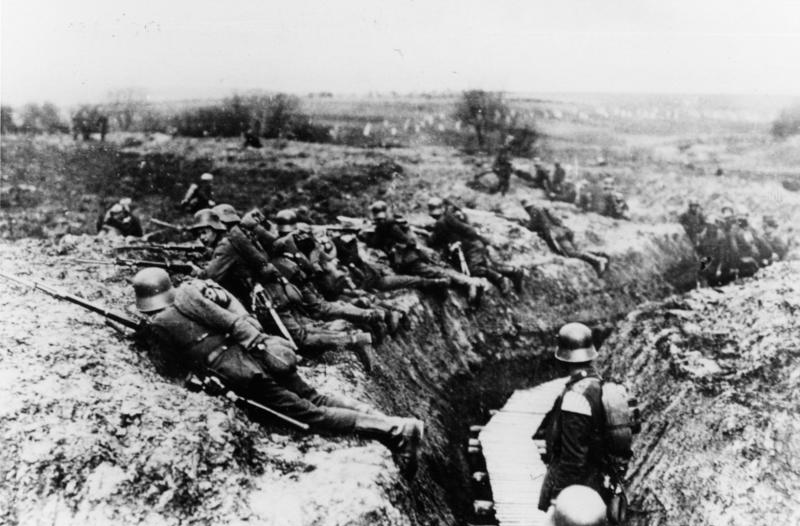
Sturmtrupp in Flandern (ca. zwischen 1916 und 1918)

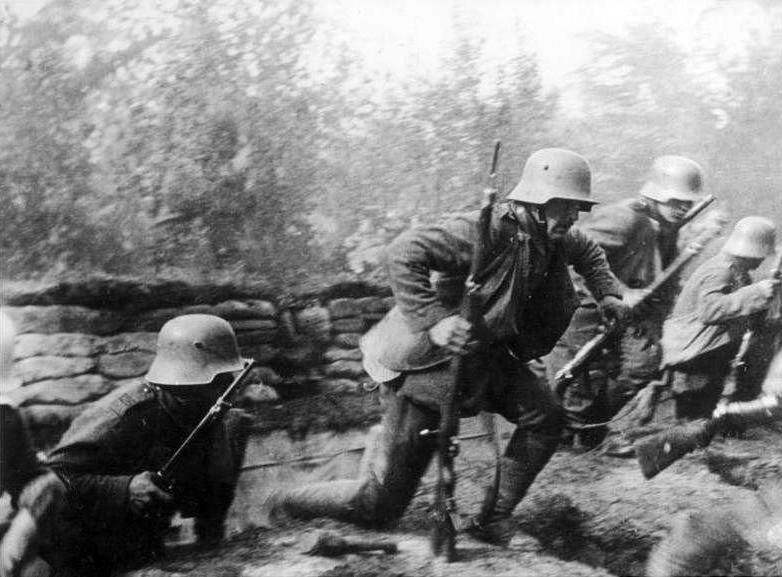
Deutscher Stoßtrupp im Ersten Weltkrieg

Schon früh wurden in der Militärtaktik Truppen gebildet, um besondere Gefechtssituationen zu bereinigen; so wurde bereits im Ancien Régime bei der Linieninfanterie die leichte Infanterie mit den Füsilieren und dem Piquet aufgestellte sowie die Jäger für den Kampf voraus und in den Flanken.
Das Stoßtruppverfahren wurde im Ersten Weltkrieg von General Oskar von Hutier im Osten und Major Willy Rohr im Westen entwickelt, als herkömmliche Angriffsverfahren angesichts der verstärkten Abwehr unter Einsatz von Schützengräben, Stacheldrahtverhauen und Maschinengewehren wirkungslos geworden waren. Generalmajor Georg Bruchmüller, auch Durchbruchmüller genannt, entwickelte den verstärkten und kombinierten Einsatz der Artillerie zu einem kurzen, schweren Feuerschlag vor dem Infanterieangriff, der sowohl die gegnerische Infanterie niederhalten als auch gleichzeitig deren Artilleriestellungen mittels verschiedener Methoden, z. B. Gasgranaten, effizient bekämpften sollte.
Hutier bezog sich auf die 1916 von Brussilow in der Brussilow-Offensive aus rein materieller Not erfolgreich angewandte Taktik gegen die Österreicher mit einem kurzen Feuerüberfall durch Artillerie, gefolgt von einem Infanterieangriff. Diese Taktik hatte den Vorteil, dass anders als durch den sonst üblichen langen und massiven Dauerbeschuss der Gegner nicht vorgewarnt wurde und keine Reserven mehr bereitstellen konnte.
Insbesondere Rohr war mit der Bildung von Sturmbataillonen als Lehrtruppenteilen an der Entwicklung maßgeblich beteiligt. Seit Ende 1917 wurden aus besonderen Freiwilligen Sturmkompanien, später auch Sturmbataillone gebildet, die als Eliteformationen besondere taktische Erfolge erzielen konnten. Ernst Jünger war gegen Ende des Ersten Weltkrieges ein hochdekorierter Stoßtruppführer und schrieb 1920 über diese Zeit seinen ersten großen Roman In Stahlgewittern. Aus dem Tagebuch eines Stoßtruppführers.
Integraler Bestandteil der Sturmbataillone waren eine eigene Pionierkompanie und eine leichte Minenwerferkompanie zur unmittelbaren Feuerunterstützung. Als Nahkampfwaffe erlangte der feststehende Kurzspaten Bedeutung, da ein Einsatz von Bajonetten im Grabenkampf nicht sinnvoll war. Die Sturmbataillone erhielten auch als erste Verbände die Bergmann Maschinenpistole MP18.
Der ausgegebene Oberkörperpanzer in Form einer Stahlplatte wurde meist nur von MG-Schützen getragen, die in der Ausgangsstellung zur Feuerunterstützung verblieben, und den Einbruchsraum nach links und rechts mit Feuer abriegelten.
Das Stoßtruppverfahren wurde auch bei der Deutschen Frühjahrsoffensive 1918 angewendet. Trotz der Erfahrungen im Ersten Weltkrieg war der Großteil der Generalität skeptisch gegenüber der neuen Taktik.
Später wurde diese Gefechtsform von der Reichswehr und der Wehrmacht übernommen. Felix Steiner, ehemaliger Offizier der Reichswehr, führte das Prinzip des Stoßtrupps in die Ausbildung der Waffen-SS ein, um diese unter Anwendung dieser Taktik zu einer Armee neuen Typs zu formen.
Die italienische Armee setzt diese Kampfweise mit den Arditi (Sturmtruppen) ein.
Die Begriffe Sturmgrenadiere und Sturmpioniere wurden für Bataillone benutzt, die besonders für den infanteristischen Kampf gegliedert und ausgerüstet waren und im Orts- und Häuserkampf z. B. während der Schlacht um Stalingrad eingesetzt wurden.
Nach dem Zweiten Weltkrieg übernahmen die NVA und die Bundeswehr diese Taktik für den Angriff der Infanterie im Orts- und Häuserkampf, beim Waldkampf und beim Handstreich im Jagdkampf.

## Mediale Rezeption
Zeitgeschichte – Spezialeinheiten im 2. Weltkrieg: Sturmtruppen (Dokumentation von 2004).

## Andere Verwendungen des Begriffs
- Stoßtrupp Adolf Hitler, Vorläuferorganisation der SS
- Stoßtrupp Gold, Kriegsfilm von 1970
- Stoßtrupp 1917, NS-Propaganda-Kriegsfilm von 1934
- Stoßtruppfakultät, Gruppe von Rechtswissenschaftlern, die 1933–1945 an der Universität Kiel wirkten
- Die Sturmtruppen – So war Papis Wehrmacht/Opas Wehrmacht, satirische, italienische Antikriegs-Comicstrip-Reihe, gezeichnet von Bonvi (Franco Bonvicini)
- Guardia de Asalto, 1932 vom spanischen Premierminister Manuel Azaña gegründete paramilitärische Polizeitruppe, die die Zweite Spanische Republik schützen soll